# Naravni rezervat Prestegårdsskogen
Naravni rezervat Prestegårdsskogen (norveško Prestegårdsskogen naturreservat) je naravni rezervat v občini Steigen v norveški administrativni regiji Nordland.
V rezervatu uspeva večji nasad leske, ki je hkrati tudi najbolj severno področje na svetu, kjer raste ta vrsta.